# Plinio Codognato
 (juin 2024).
Plinio Codognato, né le 13 avril 1878 à Vérone (Vénétie) et mort le 28 septembre 1940 à Milan, est un publicitaire et artiste italien.

## Biographie

### Enfance et éducation
Plinio Codognato naît à Vérone le 13 avril 1878. Ses parents sont Pietro Andrea Codognato et Teresa Luigia Sega.
Il se forme à Vérone, où il fréquente l'académie d'art locale et rencontre son directeur Mosè Bianchi. Il cesse rapidement la peinture pour se tourner vers la publicité, secteur dans lequel il se spécialise,.

### Carrière
La plupart de ses premières œuvres sont pour la municipalité de Vérone, notamment une série en 1904, mais il fait dès 1900 des publicités comme Maison Talbot à Milan. Il y participe à l'exposition d'art publicitaire tenue dans le cadre de l'exposition universelle de 1906, où il remporte la médaille d'or du concours libre et le prix du concours Ricordi.
En 1913, il est exposé dans une collection de dessins humoristiques à Bergame. Il se tourne vers le style Belle Époque, alors que ses contemporains tendent à privilégier l'art nouveau en Italie. Ce choix esthétique se traduit notamment dans ses affiches pour des opérettes, dont Sultana en 1911 et Lehar en 1914. L'année suivante, il fait sa première œuvre pour Pirelli.

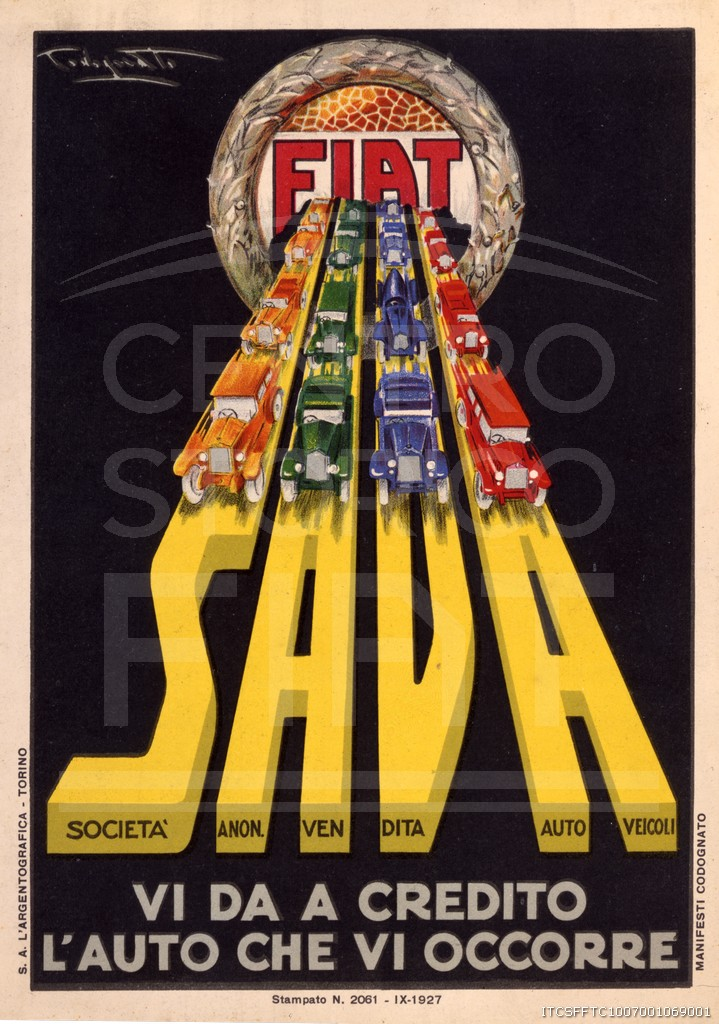
Affiche lithographiée de Codognato pour la Fiat (1927).

En 1918, après la Première Guerre mondiale, Plinio Codognato s'installe définitivement à Milan. Sa carrière atteint son sommet dans les années 1920. Il s'intéresse à des nouveaux styles artistiques, dont l'art déco, mais reste sur son esthétique habituelle. En 1923, il commence à travailler pour Fiat, pour qui il produit ses posters les plus célèbres. Il travaille aussi pour d'autres entreprises de l'industrie automobile, dont Atala, Dunlop et Goodrich, ainsi qu'à la compétition automobile.

### Fin de carrière
Dans les années 1930, Plinio Codognato est toujours actif, mais son esthétique est considérée comme dépassée et il ne s'adapte pas aux nouvelles règles de la publicité.
Il meurt à Milan le 28 septembre 1940.

## Postérité
Une grande partie des affiches de Codognato sont conservées dans la collection Salce de Trévise et dans la Raccolta Bertarelli à Milan.